# Serse Coppi
Serse Coppi (Castellania, 19 marzo 1923 – Torino, 29 giugno 1951) è stato un ciclista su strada italiano, fratello del celebre Fausto Coppi. Professionista dal 1946, vincitore della Parigi-Roubaix 1949 ex aequo con André Mahé, morì per i postumi di una caduta al Giro del Piemonte 1951.

## Carriera
Cresciuto ciclisticamente insieme al fratello Fausto, fu un suo gregario nell'immediato dopoguerra. Esordì come indipendente nel 1945, con la maglia della S.S. Lazio, e in stagione fu terzo al Giro del Lazio e ottavo alla Tre Valli Varesine. Passò definitivamente professionista l'anno dopo, ingaggiato dalla milanese Bianchi insieme al fratello, raccogliendo subito un bottino di diversi piazzamenti, come l'ottavo posto alla Milano-Torino, il decimo al Campionato di Zurigo, il quarto alla Coppa Bernocchi, il quinto al Giro del Piemonte e il terzo al Giro dell'Emilia; nello stesso anno si classificò al ventiquattresimo posto nel Giro d'Italia vinto da Gino Bartali. Nel 1947 una frattura ad una gamba nella settima tappa del Giro d'Italia lo mise fuori gioco per quasi tutta la stagione; ritornò alle gare a fine 1948, correndo il Trofeo Baracchi.
Nel 1949 ottenne buoni piazzamenti in numerosi circuiti nazionali (fu sesto al Giro di Romagna) e fu uno dei migliori italiani nella Freccia Vallone. Proprio quell'anno, precisamente il 18 aprile, arrivò la sua più grande affermazione, alla Parigi-Roubaix, vinta a pari merito con André Mahé in un episodio curioso. Il terzetto di testa, regolato poi dal francese, fu indirizzato su un percorso sbagliato e dovette entrare nel Velodromo di Roubaix da un'entrata secondaria. Serse vinse la volata del gruppo e chiese che i fuggitivi fossero squalificati perché non avevano seguito il percorso stabilito. Dopo vari mesi l'UCI dichiarò Coppi e Mahé vincitori ex aequo.

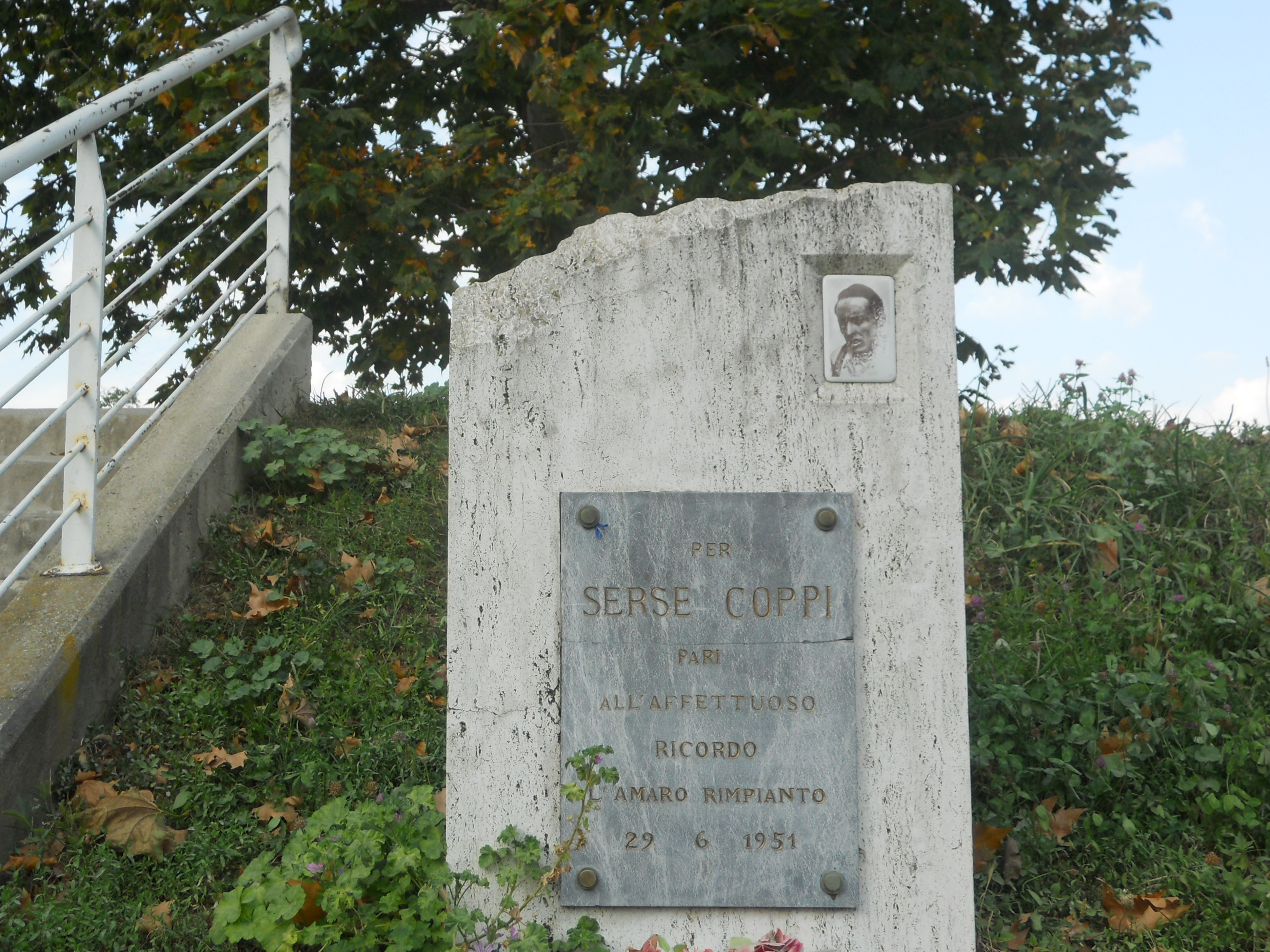
Lapide dedicata a Serse Coppi, davanti al Motovelodromo di Torino.

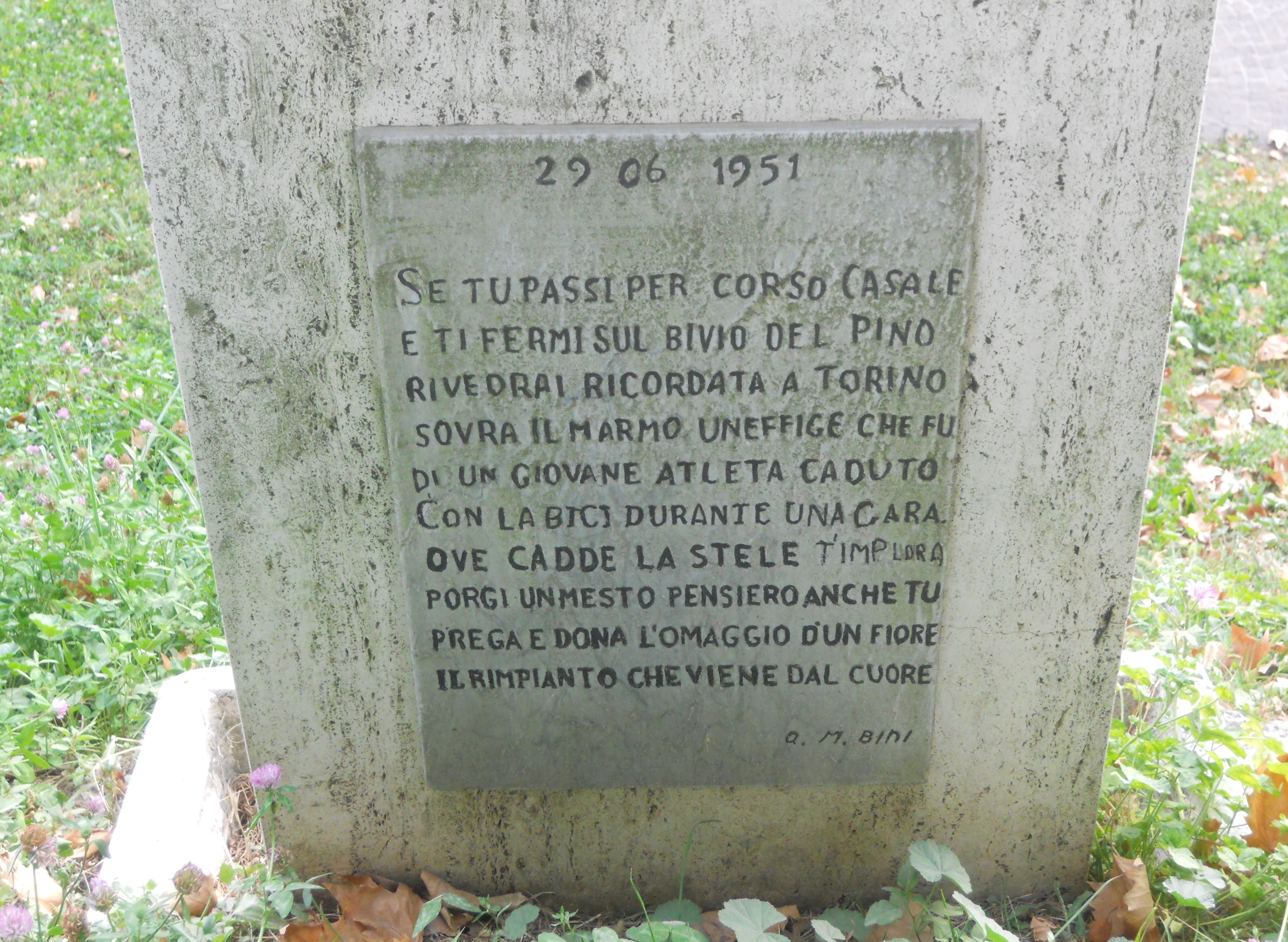
Dedica a Serse Coppi, nel giardino antistante il Motovelodromo di Torino.

Nel 1950 vinse la semitappa con arrivo a Napoli alla Roma-Napoli-Roma, e si piazzò secondo nella frazione di Perugia al seguente Giro d'Italia, e al Trofeo Baracchi in coppia con il fratello Fausto.
Il 29 giugno 1951, al Giro del Piemonte, durante lo sprint finale infilò con la ruota un binario del tram, cadde e picchiò la testa a terra, in Corso Casale a Torino, a poche centinaia di metri dall'arrivo al Motovelodromo. Le conseguenze dell'incidente non sembrarono in un primo momento gravi, ma dopo essere rientrato in albergo le sue condizioni peggiorarono improvvisamente e l'infortunio si rivelò fatale: fu colpito da un'emorragia cerebrale e morì a soli 28 anni (similmente a Giulio Bartali, fratello di Gino, morto in seguito a un incidente in gara nel 1936 durante una corsa ciclistica per dilettanti nei pressi di Firenze).
Serse Coppi è sepolto accanto al fratello Fausto, nel paese natale di Castellania.

## Nella cultura popolare
Serse Coppi è stato interpretato dall'attore Stefano Brusa nella miniserie Gino Bartali - L'intramontabile.

## Palmarès
- 1945

Coppa Andrea Boero
Milano-Varzi
- 1949

Parigi-Roubaix
- 1950

1ª tappa 2ª semitappa Roma-Napoli-Roma (Frosinone > Napoli)

## Piazzamenti

### Grandi Giri
- Giro d'Italia

1946: 24º
1947: ritirato
1949: 55º
1950: 60º
1951: 54º

### Classiche monumento
- Milano-Sanremo

1946: 35º
1948: 25º
1951: 27º
- Parigi-Roubaix

1949: vincitore
1951: 29º
- Giro di Lombardia

1945: 11º
1948: 17º
1949: 20º
1950: 11º